# Ibrahim Berjashi
Ibrahim Berjashi (ur. 1948 w Velikim Ostrosie) – czarnogórsko-kosowski dziennikarz i poeta.

## Życiorys
Ukończył naukę podstawową w Uroševacu oraz średnią w Djakowicy. Studiował albanistykę na Wydziale Filozoficznym Uniwersytetu w Prisztinie.
Pracował dla licznych albańskojęzycznych czasopism w Titogradzie, Prisztinie, Skopje i Ulcinju, między innymi dla Jeta e Re, Fjala i Jehona.
W latach 1975–2002 był stałym korespondentem gazety Rilindja, a następnie dziennika Bota Sot, jednocześnie w latach 1978–1988 wydwał czasopismo Koha w Titogradzie. Był również redaktorem naczelnym magazynu Fati oraz redaktorem czasopisma Shpresa. Pracował następnie w Telewizji Teuta.

## Poezje[1]
- Lundra e humbur
- Lule prej guri (1980)
- E tej malësi e det (1984)
- Veloret e bardha (1985)
- Dritaren lëre hapur (1996)
- Orët e vetmisë (1996)
- Floçka e liqenit (2006)[2]
- Orët e Rumisë (2009)
- Gati u harruem (2013)